# Chiesa di Quednau
La chiesa di Quednau (in tedesco Quednauer Kirche) era una chiesa protestante nel nord di Königsberg, in Germania.

## Storia
La prima chiesa di Quednau fu un luogo di pellegrinaggio cattolico romano per pescatori e marinai, costruito nel 1268. Lunga 25 metri e larga 12,5, fu edificata in cima al Quednauer Berg e dedicata a San Giacomo il Maggiore. Nel 1320 viene menzionato il pastore Hermann.
Smantellata nel 1507, la chiesa fu ricostruita ai piedi della collina entro il 1509 con il sostegno del Gran Maestro Federico di Sassonia. Questa seconda chiesa fu costruita in stile gotico con pietre di campo intonacate. La chiesa fu convertita al luteranesimo nel 1525 con la creazione del Ducato di Prussia. Fu successivamente ricostruita dopo una tempesta nel 1687. Durante l'occupazione di Königsberg alla fine della Guerra della quarta coalizione, la chiesa di Quednau fu utilizzata come stalla dalle truppe francesi.
Il tetto della chiesa fu danneggiato dal vento nel 1818, chiudendo l'edificio dal 1828 al 1830 per riparazioni. Il campanile fu restaurato nel 1853 dopo un fulmine e tra il 1870 e il 1880 l'intera chiesa fu ristrutturata.
La chiesa era nota per le sue numerose lapidi ed epitaffi del XVII e XVIII secolo. L'interno presentava anche una volta a stella. Il pulpito fu progettato da Johann Christoph Döbel nel 1687. Vicino al pulpito si trovava la presunta armatura di Henning Schindekopf. Conteneva due campane; una fusa nel 1710 è appesa nella chiesa di San Martino a Stockheim/Hann.
La chiesa di Quednau fu distrutta nel 1945 durante la battaglia di Königsberg, e le sue rovine nella rinominata Kaliningrad vennero demolite nel 1970.